# Gaston André Ancelovici
Gaston André Ancelovici (Santiago de Xile, 19 de febrer de 1945 - Montreal, 20 de juny de 2017) va ser un documentalista xileno-canadenc.
Després que Salvador Allende fos enderrocat per Augusto Pinochet, Ancelovici va deixar Xile el 1973, però més tard va tornar diverses vegades per fer pel·lícules. Com a membre del Col·lectiu Cine Ojo, fundat l'any 1983, va participar en la realització de la primera documentació del col·lectiu cinematogràfic durant l'exili.
El Colectivo Cine-Ojo és un col·lectiu cineasta independent i anònim. Tracten la història i les condicions socials i polítiques de Xile. Els directors anònims van documentar en secret les manifestacions, els seus portaveus i la brutalitat policial. Van filmar un presoner polític recent alliberat parlant sobre nous mètodes de tortura a les presons.
La pel·lícula  Chile, no invoco tu nombre en vano descriu la lluita diària de la població civil contra l'actuació de la policia i els militars, que van respondre a la protesta democràtica amb empresonaments, tortures i execucions. Utilitza històries individuals per il·lustrar que aquest terror no estava dirigit contra opositors polítics específics, sinó contra tota la població. Adelante, soldados de Cristo és una pel·lícula sobre els efectes de l'agressiu proselitisme protestant a la tradicionalment Catòlica Amèrica Llatina. Ambdues pel·lícules es van projectar a documenta11 l'any 2002.

## Filme (Auswahl)
- 1983: Exilio
- 1983: Chile, no invoco tu nombre en vano
- 1986: Memorias de una guerra cotidiana
- 1987: Adelante, soldados de Cristo
- 1987: Bajo estado de Site
- 1989: Días de Octubre
- 1990: Chile en transición
- 1997: Neruda en el Corazón
- 2001: Chacabuco, Erinnerung des Schweigens